# イラクリ・アラサニア
イラクリ・アラサニア（ირაკლი ალასანია、1973年12月21日 – ）は、ジョージアの政治家、軍人、外交官。アブハジア自治共和国首相（2004年–2006年）、国連大使（2006年–2008年）、国防大臣（2012年–2014年）を歴任。

## 生い立ち
イラクリ・アラサニアは1973年にアジャリアのバトゥミにて誕生。彼は未成年にもかかわらずアブハジア戦争に参加。戦争末期には父親のマミア・アラサニア将軍から圧力を受け、アブハジアへの居住を余儀なくされた。彼の父親は1993年9月のスフミの陥落時に、他のジョージアの政治家とともに殺害された。
イラクリ・アラサニアは1995年にトビリシ国立大学を卒業し、国際法の学位を取得。また並行して、1994年から1996年までジョージア安全保障アカデミーの課程を受講。1994年から1998年までジョージア国家安全保障省で勤務。1999年にパンキシ渓谷危機が始まると、アラサニアは衝突を解決する主要人物の1人となった。彼はロシア軍がチェチェン共和国に協力することに反対した。彼は2002年2月から2004年2月まで国防副大臣、2004年3月から2004年7月までジョージア国家安全保障会議副書記を務めた。

## 外交経歴
2004年9月28日、ジョージア大統領ミヘイル・サアカシュヴィリはアブハジア亡命政府議長にアラサニアを任命した。2005年2月15日、サアカシュヴィリ大統領はジョージアとアブハジアの和平会談に対する補佐官としてアラサニアを起用。当初はアブハジア独立主義の指導者からの反対を受けたが、後に国際連合グルジア監視団の圧力下で受け入れられた。この期間中、アラサニアは複数のアブハジア政治家と良好な関係を築くことに成功し、2006年3月には両国間の直接交渉の場となるジョージア＝アブハジア調整委員会を再開するための役割を担った。同月、ジョージアとアブハジアの交渉からアラサニアを排除することは直近の良好な勢いを妨げることにつながる可能性があるという専門家の意見から、アラサニアはジョージア代表の国連大使に任命された。
アラサニアはアブハジア問題に取り組み、その努力によって、国連総会においてジョージアにおける紛争の被災者問題が議論された。その結果、資産の返還や、難民・国内避難民のアブハジア帰還権を認める決議 GA/10708 が採択された。その後もアラサニアは大統領特使としてアブハジア問題への対応を続けた。2008年5月12日、アラサニアは非公式にスフミを電撃訪問し、ジョージアとアブハジアの和平計画を発表した。この動きは、ジョージア＝アブハジア間の交渉の膠着状態と、アブハジアに対するロシア＝ジョージア間の緊張の高まりの中での出来事であった。
2008年の南オセチア紛争の際、国連大使であったアラサニアはジョージア側のキーパーソンとして機能し、国連安全保障理事会との交渉を担った。アラサニアは国際連合および国際的な圧力による迅速かつ決定的な紛争終結のための圧力を求めた。2008年12月4日、アラサニアはジョージア政府がロシアとの紛争に介入することを懸念し、国連大使を辞任した。

## 政治経歴

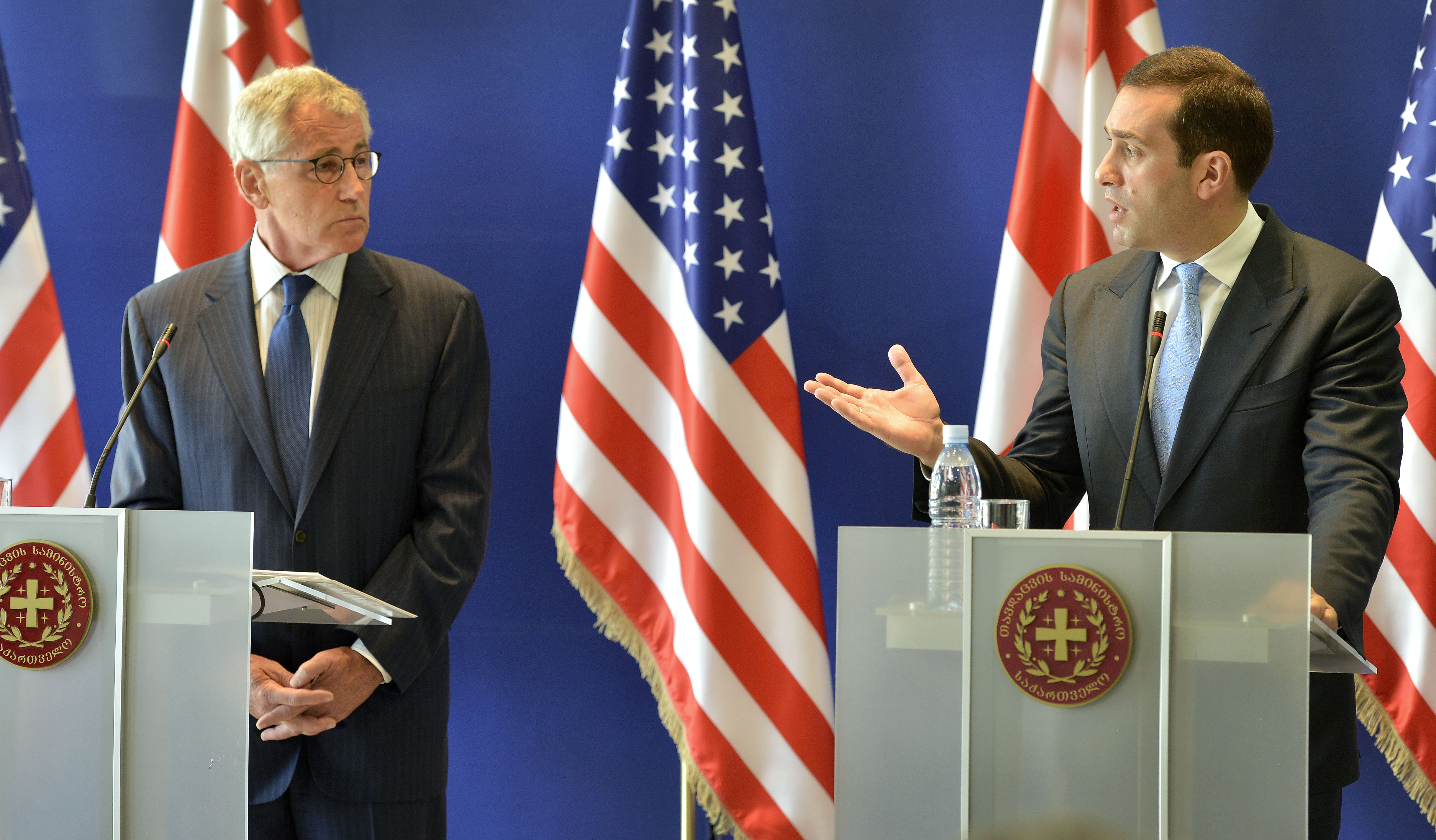
チャック・ヘーゲル米国防長官と会見するアラサニア国防大臣

2008年12月26日、国連での任務を終えてジョージアに帰国してから数日後、アラサニアは野党各党と会談し、ジョージアの政治に積極的に参入していくことを発表した。アラサニアは南オセチア紛争においてジョージア政府が介入したことを批判し、「ロシアの罠にかかった」と述べた。またアラサニアは強く透明な民主的機関の創設を求めた。続く1月25日のインタビューでアラサニアは、サアカシュヴィリの退陣と早期の大統領選挙を求めた。
2009年2月16日、アラサニアは記者会見を開き、新たな政治団体の立ち上げと主要メンバーの発表、ジョージアの政治・経済の将来ビジョンの宣言を行った。アラサニアを支持した出席者には、レヴァン・ミケラーゼ（元駐米大使）、ヴィクトル・ドリゼ（OSCE代表）、アレクシ・ペトリアシヴィリ（元駐アフガン大使）らがいた。弁護士のシャルヴァ・シャヴグリゼもまた、アラサニアの団体に加わった。ジョージアの野党幹部のほとんどがこの発表に立ち会い、アラサニアによって新たに設立される政党との協力に関心を示した。発表から2日後には、アブハジア戦争時に国防大臣を務めていたギオルギ・カルカラシヴィリがアラサニアの考えを全面支持する意向を示した。
2009年2月23日、アラサニアの政治団体は、ジョージア共和党および新右派党と提携し、「ジョージアのための同盟」を結成した。アラサニアは同盟の議長となり、共和党のダヴィト・ウスパシヴィリと新右派党のダヴィト・ガムクレリゼが共同議長に就いた。そして同盟はサアカシュヴィリ大統領に対し、直近10日間以内に国民投票を行い、早期の大統領選挙を望むかどうか有権者が決定できるようにすることを求めた。
2009年7月16日、アラサニアの同盟は新党「我らがジョージア 自由民主主義者」を創設し、アラサニアが党首に選出された。2009年9月、アラサニアは翌年のトビリシ市長選挙に立候補することを発表した。
2012年2月、自由民主主義者党ら3党が協力し、野党連合「ジョージアの夢」が結成された。ジョージアの夢は同年の総選挙で勝利し、イヴァニシヴィリ政権およびガリバシヴィリ政権で国防大臣（2012年10月–2014年11月）を務めた。